# Paul Goddard (musicista)
Paul Goddard (Rome, 23 giugno 1945 – Atlanta, 29 aprile 2014) è stato un bassista e compositore statunitense noto per la sua militanza nella band Atlanta Rhythm Section, e per il lungo sodalizio con il cantautore e chitarrista Richard Supa, per il quale ha scritto molti brani.

## Carriera
Ha collaborato con molti artisti importanti tra cui Mike Sharp, Al Kooper e Dennis Yost, ed è conosciuto prevalentemente come fondatore degli Atlanta Rhythm Section, band che lasciò nel 1988.

## Discografia

### Solista
- Little Miss Magic, 1973, (con i Sundance Kids)

### Con gli Atlanta Rhythm Section
- Atlanta Rhythm Section (1972)
- Back Up Against the Wall (1973)
- Third Annual Pipe Dream (1974)
- Dog Days (1975)
- Red Tape (1976)
- A Rock and Roll Alternative (1977)
- Champagne Jam (1978)
- Underdog (1979)
- The Boys from Doraville (1980)
- Quinella (1981)

### Con Richard Supa
- Supa's Jamboree, 1971
- Homespun